# Opstandelse
Johan Halvorsen schreef muziek bij de uitvoeringen van een bewerking van Leo Tolstojs Opstanding (Noors: Opstandelse/Oppstandelse), die in het voorjaar van 1905 in het Nationaltheatret te Christiania plaatsvonden. Het toneelstuk in vijf aktes werd begeleid door muziek van:
- Ludwig van Beethoven: Coriolanus Ouverture (opus 62)
- Anton Rubinstein: Lichtertanz uit Feramors
- Pjotr Iljitsj Tsjaikovski – voorspel uit  Jevgeni Onegin
- Tsjaikovski – Barcarole uit De seizoenen opus 37a, deel 6 (juni)
- Giovanni Sgambati – Te Deum opus 20

alsmede enig eigen werk van de componist, dat alleen de staat van manuscript haalde. Het toneelstuk en de muziek waren destijds in 1905 in Oslo veertien keer te bewonderen.